# او بسیار مشهورتر از تو است
او بسیار مشهورتر از تو است (به انگلیسی: The Marc Pease Experience) فیلمی محصول سال ۲۰۱۳ و به کارگردانی مایکل اوری است. در این فیلم بازیگرانی همچون جسی آیزنبرگ، هالی فایفر، بن استیلر، میمی گامر، ونسا ال. ویلیامز و مایکل اوری ایفای نقش کرده‌اند.